# Basques Mexicains
Les Mexicains basques (espagnol : vasco-mexicanos ou simplement vasco, Euskara : euskal-mexikar) sont des Mexicains d'ascendance basque complète ou partielle ou à prédominance basque, ou des personnes nées basques vivant au Mexique.
Vus au Mexique par l'ensemble du concept Euskal Herria, les descendants basques peuvent être originaires de Navarre, d'Euskadi ou d'Iparralde. C'est l'un des groupes européens les plus importants et les plus nombreux au Mexique et l'une des plus grandes diasporas basques au monde.
On trouve des Basques dans tous les coins du Mexique, y compris des noms de villes et de régions telles que: Arriaga au Chiapas, Durango dans un État, Aramberri au Nuevo León, Reynosa et Laredo à Tamaulipas, Arizpe à Sonora, Bernal à Queretaro ou Narvarte dans la ville de Mexico, et même datant des temps coloniaux, l'Arizona dont son nom est l'extension de la Nouvelle-Navarre dans la province de Sonora, sans parler de la Californie, Nevada, Idaho, Utah, Oregon, Texas, et d'autres régions de l'Ouest des États-Unis. C'est le lien familial basque américain avec les Basques au Mexique[réf. nécessaire].

## Histoire
Le premier archevêque catholique du Mexique, Juan Zumarraga, était basque. Francisco Ibarra a exploré le nord du Mexique et a fondé Nueva Vizcaya. Fermín de Francisco Lasuén fut le fondateur de nombreuses missions espagnoles en Alta California.
En 1907, la communauté basque a fondé le Centro Vasco. Cette communauté était composée d'immigrés de Navarre, de Gipuzkoa, de Biscaye et de quelques basques français. Il existait un fossé entre la communauté basque : le premier groupe était constitué d’émigrés ruraux non qualifiés arrivés à la fin du XIXe siècle et au début du XXe siècle, et le second groupe était composé d'exilés politiques de la guerre civile espagnole qui avaient en général une formation technique ou universitaire.
Braulio Iriarte, un émigrant notable de l'ancien groupe, a émigré au Mexique en 1877 sans formation ni expérience professionnelle. Il a commencé comme employé dans une boulangerie et après des années de travail acharné, il possédait 80 boulangeries et une usine. Son moulin, El Euskaro, fondé en 1906, était l'un des plus grands du Mexique. Il possédait également des haciendas à Querétaro, des mines à Hidalgo, de grandes propriétés à Mexico et a aidé à fonder diverses sociétés, dont Grupo Modelo.

## Communauté
Une quantité inconnue de Mexicains (mestizo ou criollo) sont d’origine basque et cette communauté s’est accrue du fait de l’immigration espagnole au début du XXe siècle. La guerre civile espagnole dans les années 1930 a amené des dizaines de milliers de réfugiés du Pays basque à demander l'asile politique au Mexique et en Amérique latine.
La plupart des Mexicains d'origine basque sont concentrés dans les villes de Monterrey, Saltillo, Camargo et dans les états de Jalisco, Colima, Zacatecas, Durango, Nuevo León, Tamaulipas, Coahuila et Sonora. Les Basques étaient nombreux dans l'industrie minière, beaucoup d'entre eux étaient des éleveurs et des vaqueros (cow-boys) et les autres propriétaires de petits magasins dans les grandes villes comme Mexico, Guadalajara et Puebla.
En Basse-Califormie le nom de famille basque d'Aramburuzabala est aujourd'hui l'un des plus connus dans cet État, ainsi que dans les États voisins de Sonora et de Coahuila.
On trouve des noms basques dans de nombreux endroits du nord-est du Mexique, comme Durango, Reynosa, Laredo, Victoria, Zuazua et Arramberri, la première province du nord de la vice-royauté de Nouvelle-Espagne (Mexique) à être explorée et peuplée par les espagnols, Nueva Vizcaya, Nouvelle-Espagne, comprenait le territoire des États actuels de Chihuahua et de Durango.

## Notables basques-mexicains
- Sor Juana Inés de la Cruz, autodidacte et poète de l'école baroque et religieuse de la Nouvelle-Espagne.
- Agustín de Iturbide, empereur du Premier Empire mexicain.
- María Félix, actrice mexicaine de l'âge d'or du cinéma mexicain.
- Dolores del Río, actrice mexicaine et âge d'or d'Hollywood.
- Alejandro González Iñárritu, réalisateur mexicain.
- Vicente Fox, 55e président du Mexique, d'origine maternelle basque.
- Juan de Oñate, nouvel explorateur espagnol, gouverneur colonial de la province de la Nouvelle-Espagne, au Nouveau-Mexique.
- Villa Francisco "Pancho", généraux révolutionnaires mexicains.
- Mariano Abasolo, révolutionnaire mexicain.
- Juan Escutia, soldat mexicain.
- José Alberto Aguilar Iñárritu, économiste et homme politique mexicain
- Carlos Guerrero de Lizardi, professeur mexicain et chercheur en économie.
- Carlos María Abascal Carranza, avocat mexicain et secrétaire à l'Intérieur du cabinet de Vicente Fox.
- Ignacio Elizondo, nouveau général royaliste espagnol de l'armée espagnole pendant la guerre d'indépendance du Mexique.
- Clemente Aguirre, compositeur mexicain et professeur de musique.
- José Joaquín Fernández de Lizardi, écrivain et journaliste politique mexicain.
- Sergio Salvador Aguirre Anguiano, juriste mexicain et juge associé.
- Celso Aguirre Bernal, écrivain et historien mexicain.
- Ricardo Legorreta, architecte mexicain.
- Luis Gatica, acteur mexicain de père chilien d'origine basque.
- Liza Echeverría, actrice et mannequin mexicaine.
- Ramón Músquiz, gouverneur mexicain du Texas de 1830 à 1831 et en 1835.
- Ricardo Pozas Arciniega, anthropologue mexicain, chercheur scientifique et indigenista.
- Carlos Emilio Orrantía, footballeur mexicain.
- Guillermo Iberio Ortiz Mayagoitia, juriste mexicain et juge à la Cour suprême.
- Manuel Rueda Chapital, avocat mexicain et ses cinq fils, Maria Luisa, Patricia, Gabriela, Manuel Jr et Mauricio
- Manuel Peláez, officier militaire mexicain.
- Hilda Gaxiola, joueuse de volley-ball de plage mexicaine.
- Luis Echeverría, 50e président du Mexique de 1970 à 1976.
- Yuridia Francisca Gaxiola Flores, chanteuse mexicaine d'ascendance basque.
- Alberto Andrés Alvarado Arámburo, homme politique mexicain.
- Dolores Heredia, actrice mexicaine.
- Ángel César Mendoza Arámburo, homme politique mexicain.
- Celso Gaxiola, homme politique mexicain, gouverneur de Sinaloa, 1911.
- Mariana Ochoa, chanteuse mexicaine
- Luisa Gaxiola, présentatrice de nouvelles, descendante du gouverneur Celso Gaxiola.
- Susana Zabaleta, actrice et chanteuse mexicaine
- Ángel César Mendoza Arámburo, homme politique mexicain.